# 釣りバカ日誌9
『釣りバカ日誌9』（つりバカにっしナイン）は、1997年9月9日公開の日本映画。『釣りバカ日誌』シリーズ第10作（レギュラーシリーズ第9作）。

## あらすじ
出世には無関心で、釣りと妻子をこよなく愛するダメサラリーマンのハマちゃんこと伝助。そんな伝助が勤務する鈴木建設営業部に新任の部長が就任するとの事で、さすがの伝助もどんな人物が来るのか緊張していたところ、馬場という男が入ってきた。新しく営業部長に就任したのは馬場であり、馬場は伝助と同期入社の仲間だった。鈴木建設の社長である鈴木ことスーさんからも期待を背負わされている仕事一辺倒の馬場は、私生活においては妻ともとっくの昔に離婚し、自分が引き取った息子との関係もうまくいっていない様子。
馬場は部長就任後、早速伝助と得意先へ挨拶廻りをする事になるが、客先ではまるでどちらが客かわからないような伝助の親しげに振舞うコミュニケーションぶりに驚愕させられたり、釣りを通して繋がった取引先との太い信頼関係に感心させられるほどだった。そんな中、会社の経営に関わる大口の取引を失いかねない最大の危機が鈴木建設を襲う。この一件に役員たちから対処するよう命じられた馬場であったが、伝助の人脈によって何とかこの危機を乗り越えることが出来た。伝助によって救われた馬場はそのお礼がしたいとの事で、伝助を小さなバーへ連れて行った。実は馬場はこの店のママである茜に密かな恋心を抱いているのであるが、生来の生真面目さ故に気持ちをうまく伝えきれないでいる。この事を伝助に打ち明けると、伝助は自分に自信を持つよう同期の仲間として馬場を思い切り励ます。そして、勇気を振り絞って告白しようとした矢先、馬場は茜が店を畳み、茜の生まれ故郷である“せんだい”へ帰ってしまう事を知り、馬場は相当なショックを受けてしまう。
数日後、鈴木建設が請け負う鹿児島県川内市に建設される物件の起工式に伝助と馬場はスーさんのお供として同行する事になる。そんな中で伝助は傷心している馬場を気遣いながらも、仕事が終わった後の釣りの事で頭が一杯だった。そんな彼らの前に茜が現れたのだった。茜の故郷が“せんだい”と聞いていながらも、馬場はてっきり宮城県仙台市（せんだいし）と思っていたが、実は鹿児島の川内（せんだい）だったのだ。この再会に最後のチャンスを賭ける事にした馬場は、遂に茜に思い切って告白をする。茜も馬場の熱意に惹かれ了承する。
後日、馬場と茜の結納の日、お祝いのために甑島を訪れた伝助とスーさんであったが、肝心の結納そっちのけで釣りを楽しんでしまう2人であった。

## キャスト
浜崎家
- 浜崎伝助（鈴木建設営業三課） - 西田敏行
- 浜崎みち子（妻） - 浅田美代子
- 浜崎鯉太郎（息子） - 上野友

鈴木家
- 鈴木一之助（鈴木建設代表取締役社長） - 三國連太郎
- 鈴木久江（妻） - 奈良岡朋子

メインゲスト
- 馬場恒太郎（鈴木建設営業部長） - 小林稔侍
- 庄野茜（スナックのママ） - 風吹ジュン

鈴木建設
- 杉浦（専務） - 北村和夫
- 堀田智明（常務） - 鶴田忍
- 原口（人事担当取締役） - 竜雷太
- 重役 - 加島潤
- 外村（総務部長） - 塩屋俊
- 川島（営業本部長） - 小野寺昭
- 牧野（営業部長） - 三谷昇
- 草森（秘書課長） - 角野卓造
- 佐々木和男（営業三課課長） - 谷啓
- ひとみ（営業三課） - 細川ふみえ
- 前原（運転手） - 笹野高史

その他
- 太田八郎（ハマちゃんの隣人） - 中本賢
- 馬場誠（恒太郎の息子） - 西谷卓統
- 茜の母 - 砂田綾子
- 八城建設社長 - 中村梅之助
- 新藤（オリエンタル保険課長） - 鴻上尚史
- 紺野（東洋ソーダ部長） - 高畑淳子
- 和男 - 田尾安志
- 吉永 - 小島三児
- 谷内 - 丹野由之

## スタッフ
- 監督 - 栗山富夫
- 原作 - やまさき十三（作）、北見けんいち（画）（小学館「ビッグコミックオリジナル」連載）
- 脚本 - 山田洋次、朝間義隆
- プロデューサー - 瀬島光雄、中川滋弘、小松謙
- 音楽 - かしぶち哲郎
- 撮影 - 花田三史
- 美術 - 横山豊
- 編集 - 鶴田益一
- 音楽プロデューサー - 高石真美
- 照明 - 渡邊孝一
- 録音 - 近藤勲
- 助監督 - 大谷幸夫

## ロケ地
- 鹿児島県川内市（海釣りに向かうシーンで川内川を下るが、実際は上っている）

## 地上波放送履歴
| 回数  | テレビ局   | 番組名             | 放送日         |
| ----- | ---------- | ------------------ | -------------- |
| 初回  | フジテレビ | ゴールデン洋画劇場 | 1998年10月10日 |
| 2回目 | フジテレビ | ゴールデン洋画劇場 | 2000年11月11日 |